# Defensa Pirc
La defensa Pirc, també citada de vegades com a defensa Ufimtsev o defensa iugoslava, és una obertura d'escacs caracteritzada pels moviments negres (en resposta a 1.e4) 1...d6 i 2...Cf6, seguits de ...g6 i ...Ag7, alhora que es permet que les blanques construeixin un fort centre de peons a d4 i e4. Deu el seu nom al Gran Mestre eslovè Vasja Pirc.
|  |

## Característiques generals
La defensa Pirc és una obertura relativament nova; tot i que ja s'havia jugat un cop a les darreries del segle xix, era considerada irregular, i romangué com a línia secundària. L'obertura només va començar a guanyar una certa popularitat després de la II Guerra Mundial, i cap als 1960 ja va començar a ser vista com a jugable, en gran part degut als esforços del GM canadenc Duncan Suttles. Les negres, a la manera hipermoderna, no lluiten pel centre immediatament amb els peons, sinó que treballen per minar-lo des dels flancs. La seva primera aparició en un matx pel Campionat del món fou el 1972 quan fou jugada per Bobby Fischer contra Borís Spasski a Reykjavík (partida 17); la partida va acabar en taules.
El nom de defensa Pirc normalment es refereix a la seqüència de moviments 1.e4 d6 2.d4 Cf6 3.Cc3 g6. Aquesta és la línia més comunament jugada després que les negres responguin a 1.e4 amb 1...d6. Hom pretén que dona lloc a partides interessants i excitants, en les quals les negres tenen contrajoc però han de ser cauteloses i no jugar massa passivament.
Cal distingir entre la Pirc i les línies en què les negres endarrereixen el desenvolupament del seu cavall de f6, o fins i tot l'ometen; les quals formen para de la defensa moderna o Robatsch. La desena edició de Modern Chess Openings (1965) agrupa la Pirc i la Robatsch com a "defensa Pirc-Robatsch".
La partida més antiga amb la defensa Pirc a la base de dades de Chessgames.com fou jugada entre Josef Noa i Amos Burn a Frankfurt el 1887.

### Desviacions a les primeres jugades
Després de 1.e4 d6 2.d4 Cf6 3.Cc3, 3...g6 és la línia principal de la Pirc. Les negres tenen una alternativa, coneguda com a sistema Pribyl o defensa txeca, que comença amb 3...c6, i que sovint transposa a la Pirc si les negres després fan ...g6. Alternativament, les negres poden fer ...Da5 i ...e5 per lluitar contra el centre de les blanques, o bé expandir-se al flanc de dama amb ...b5.
Una inusual però raonable desviació per les blanques és 1.e4 d6 2.d4 Cf6 3.f3. A la Copa del Món de Barcelona el 2989, l'excampió del món Garri Kaspàrov va sorprendre el GM estatunidenc Yasser Seirawan amb aquest moviment. Després de 3...g6 4.c4, un infeliç Seirawan es va trobar defensant una índia de rei per primer cop en la seva vida, tot i que finalment se les va arreglar per entaular la partida. Les negres poden evitar l'índia de rei amb 3...e5, que conduiria a un tipus de posició propi de l'índia antiga després de 4.d5, o bé amb 3...d5. Això podria transposar a una variant clàssica de la defensa francesa després de 4.e5 Cfd7 5.f4 e6 6.Cf3, a la variant Tarrasch de la defensa francesa després de 4.e5 Cfd7 5.f4 e6 6.c3 c5 7.Cd2 Cc6 8.Cdf3, o fins i tot al gambit Blackmar-Diemer amb un temps de més per les blanques després de 4.Cc3 dxe4 5.Ag5 exf3 6.Cxf3.
Una desviació comuna per les negres en la pràctica recent és 1.e4 d6 2.d4 Cf6 3.Cc3 e5. Aquesta línia ha estat escollida per molts GMs al llarg dels anys, inclosos Zurab Azmaiparaixvili i Christian Bauer. L'opció blanca 4.dxe5 dona igualtat, i el joc continua normalment amb 4...dxe5 5.Dxd8+ Rxd8 6.Ac4 Ae6 7.Axe6 fxe6. En lloc d'això, les blanques normalment prefereixen transposar a la defensa Philidor amb 4.Cf3.